# Martin Brandt (Handballspieler)
Martin Brandt (geboren am 11. November 1989 in Stralsund) ist ein deutscher ehemaliger Handballspieler, der im Rückraum eingesetzt wurde.

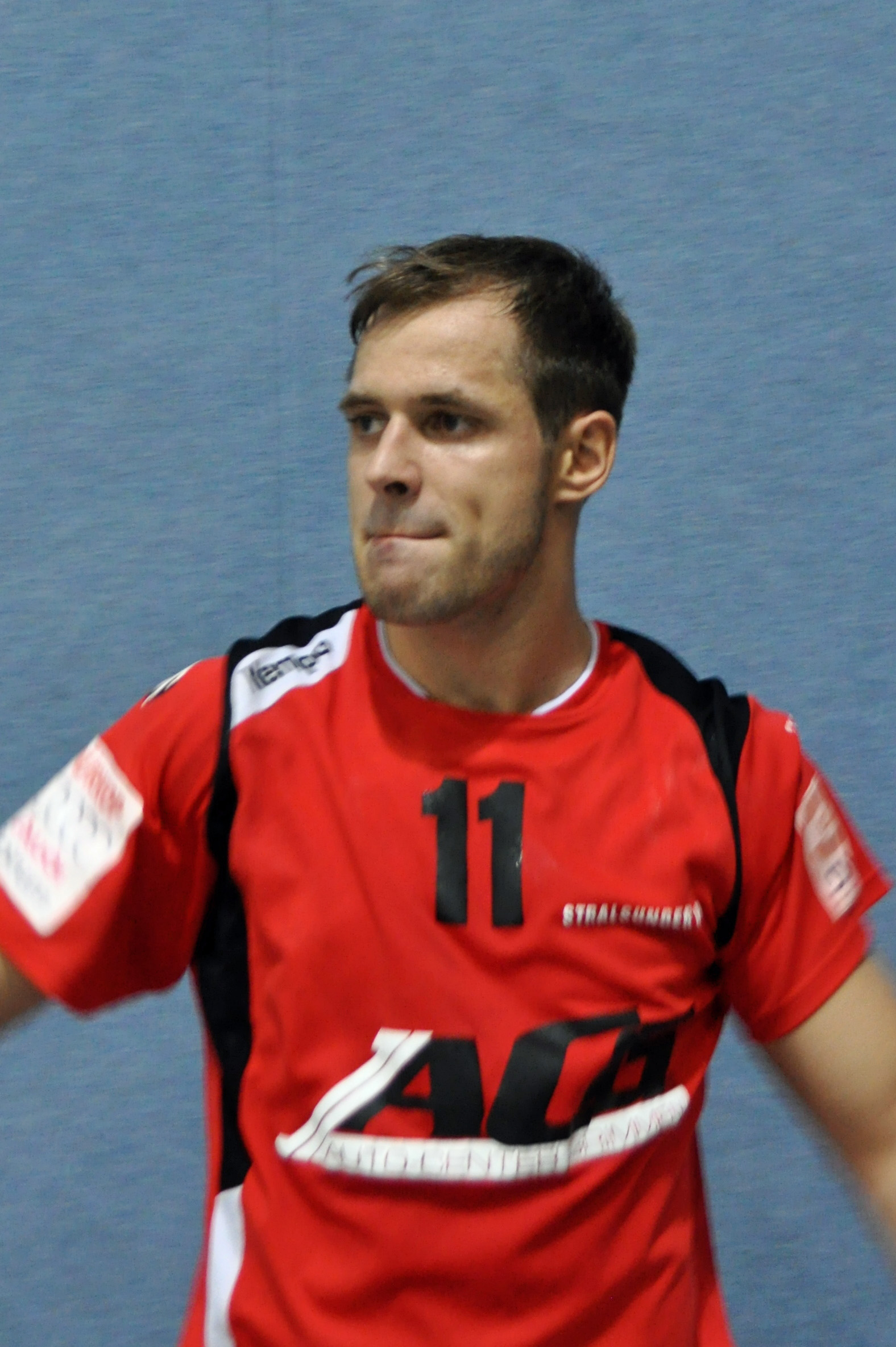
Martin Brandt (2013)

## Handballkarriere
Brandt begann im Jahr 1999 mit dem Handballspiel beim Stralsunder HV (SHV). Er spielte in den Nachwuchsmannschaften des Vereins und erstmals am 7. Mai 2007 in der ersten Männermannschaft; bei diesem Spiel des SHV in der Saison 2006/2007 der 2. Bundesliga gegen den SV Post Schwerin in der Vogelsanghalle Stralsund erzielte der damals 17-Jährige, der zu dieser Zeit noch auf der Position Linksaußen eingesetzt wurde, zwei Tore. Als Zweitbesetzung auf der Spielposition Linksaußen wurde er hinter Ivan Ninčević zunächst nur wenig eingesetzt, schaffte dann aber den Sprung in die Stammmannschaft. Er wechselte als Spielmacher auf die Spielposition linker Rückraum. Mit dem Team spielte er in der Saison 2008/2009 in der Bundesliga. Nach dem Zwangsabstieg des SHV in die viertklassige Oberliga blieb Brandt trotz Angeboten von Drittligavereinen beim Stralsunder HV. Nach der Saison 2024/2025 der 3. Liga wird der 1,85 Meter große Handballer seine Karriere beenden.

## Ausbildung
Martin Brandt besuchte von 1996 bis 2000 die Grundschule „Karsten Sarnow“ und von 2000 bis 2008 das Hansa-Gymnasium Stralsund; ab dem Jahr 2009 erlernte er den Beruf eines Immobilienkaufmanns.